# Адалберо I фон Фробург
Адалберо I фон Фробург (на немски: Adalbero I von Froburg; * 1090; † сл. 1146/1152) е граф на Фробург в Золотурн, Швейцария от рода Фробург.

## Произход
Той е син на граф Фолмар I фон Фробург († сл. 1078), ландграф в Бухсгау, и графиня София фон Бар-Пфирт, дъщеря на граф Лудвиг II фон Мусон († 1073/1076) и принцеса София фон Бар († 1093). Внук е на Адалберт I фон Фробург († 1027), граф в Брайзгау.
Адалберо I фон Фробург умира между 1146 и 1152 г. и вероятно е погребан в манастира Шьонтал близо до Лангенбрук в днешния швейцарски катон Базел Ландшафт.

## Брак и потомство
Адалберо I фон Фробург се жени за графиня София фон Ленцбург (* 1119, Ленцбург; † 1173, Фробург), дъщеря на граф Рудолф фон Ленцбург († 1133). Те имат децата:
- Фолмар II фон Фробург (* пр. 1143/1144; † сл. 28 октомври 1175), граф на Фробург, има двама сина и една или две дъщери
- Лудвиг II фон Фробург († сл. 1179 или ок. 28 октомври 1175/1177[3]), епископ на Базел (1164 – март 1179)
- Конрад фон Фробург († сл. 20 ноември 1192), каноник на Вюрцбург и провост на Сен Мариен в Майнц
- София фон Фробург, ∞ за Маркварт фон Ротенбург.